# 572 (tal)
572 är det naturliga heltal som följer 571 och följs av 573.

## Matematiska egenskaper
- 572 är ett jämnt tal.
- 572 är ett sammansatt tal.
- 572 är ett ymnigt tal.
- 572 är ett primitivt ymnigt tal.
- 572 är ett palindromtal i det ternära talsystemet.

## Inom vetenskapen
- 572 Rebekka, en asteroid.